# TRS-3D
TRS-3D 是由德国EADS公司（现空中客车集团）研发的一种3D雷达。它比传统的3D雷达更小、更轻，因其优异的特点已被许多国家采用。 美国军方将其正式命名为AN/SPS-75。

## 概述

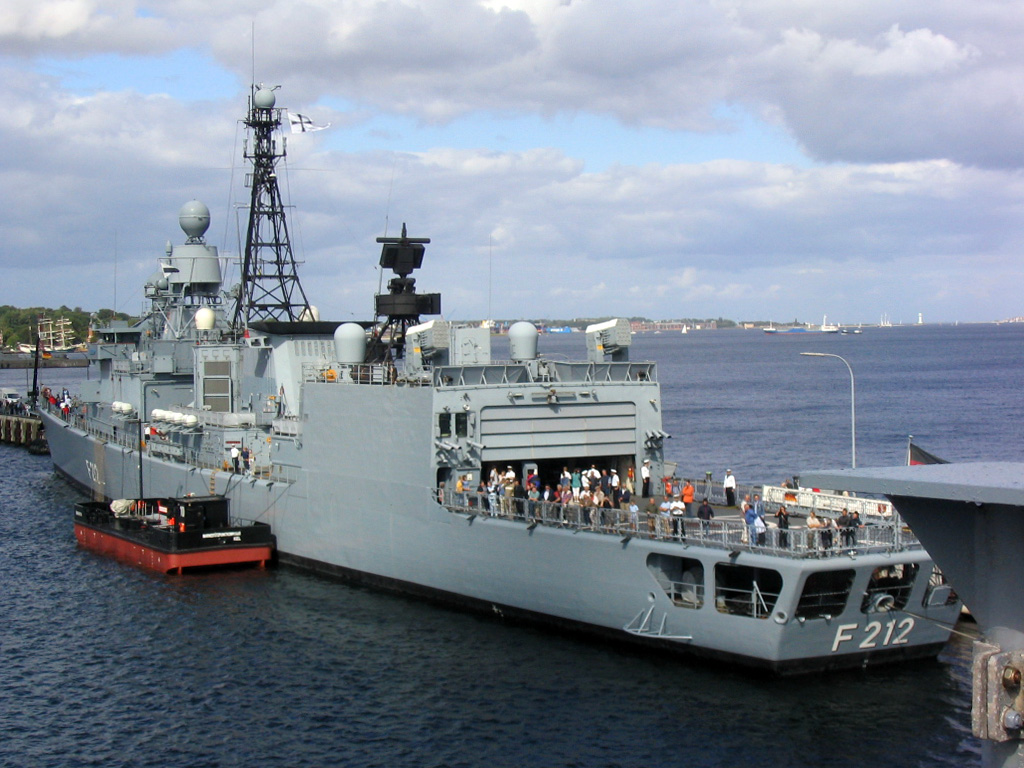
船尾桅杆上装有 TRS-3D/32 的不来梅级护卫舰。

TRS-3D 是一款C波段无源相控阵 (PESA) 雷达，可用于防空搜索，由于精度高，还可用于火力指挥。 
该雷达有三种型号：
- TRS-3D/16-MS 型，采用机械方式稳定天线；
- TRS-3D/16-ES 型，采用电子方式稳定天线，重量更轻
- TRS-3D/32 型，通过增大天线尺寸来增加探测距离。

此外，还为英国皇家海军的新中程雷达 (MRR) 计划开发了一种中间型 TRS-3D/24。
TRS-3D/16雷达的具体信息如下：
- TRS-3D/16有16列信号发射元件，每列有46个元件。
- 包含敌我识别（IFF）系统在内，TRS-3D/16-MS型号的天线尺寸为宽2.5米×高2.92米（单独天线尺寸为0.4米），重量为862公斤。
- TRS-3D/16-ES型号的天线尺寸为宽2.5米×高2.48米，重量为575公斤。
- ES型号的整体系统也进行了轻量化处理，MS型号的系统总重量为2,179公斤，而ES型号为1,990公斤。
- 另有更大型的TRS-3D/32型号，有32列辐射元件，天线重量为1,350公斤。

TRS-3D/16雷达的四种搜索模式具体如下：
1. 自卫防空模式：

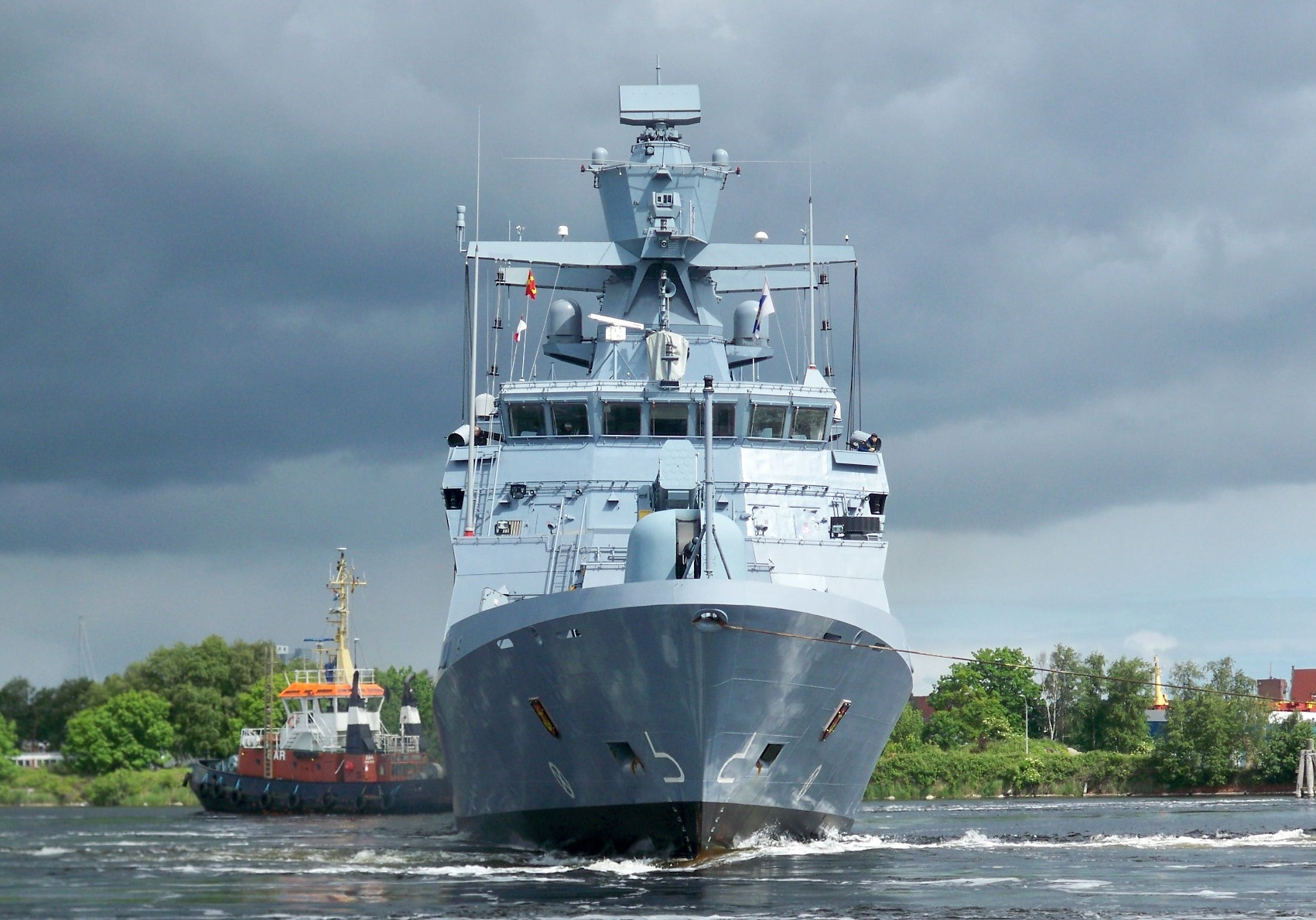
路德维希号护卫舰桅杆上的TRS-3D/16

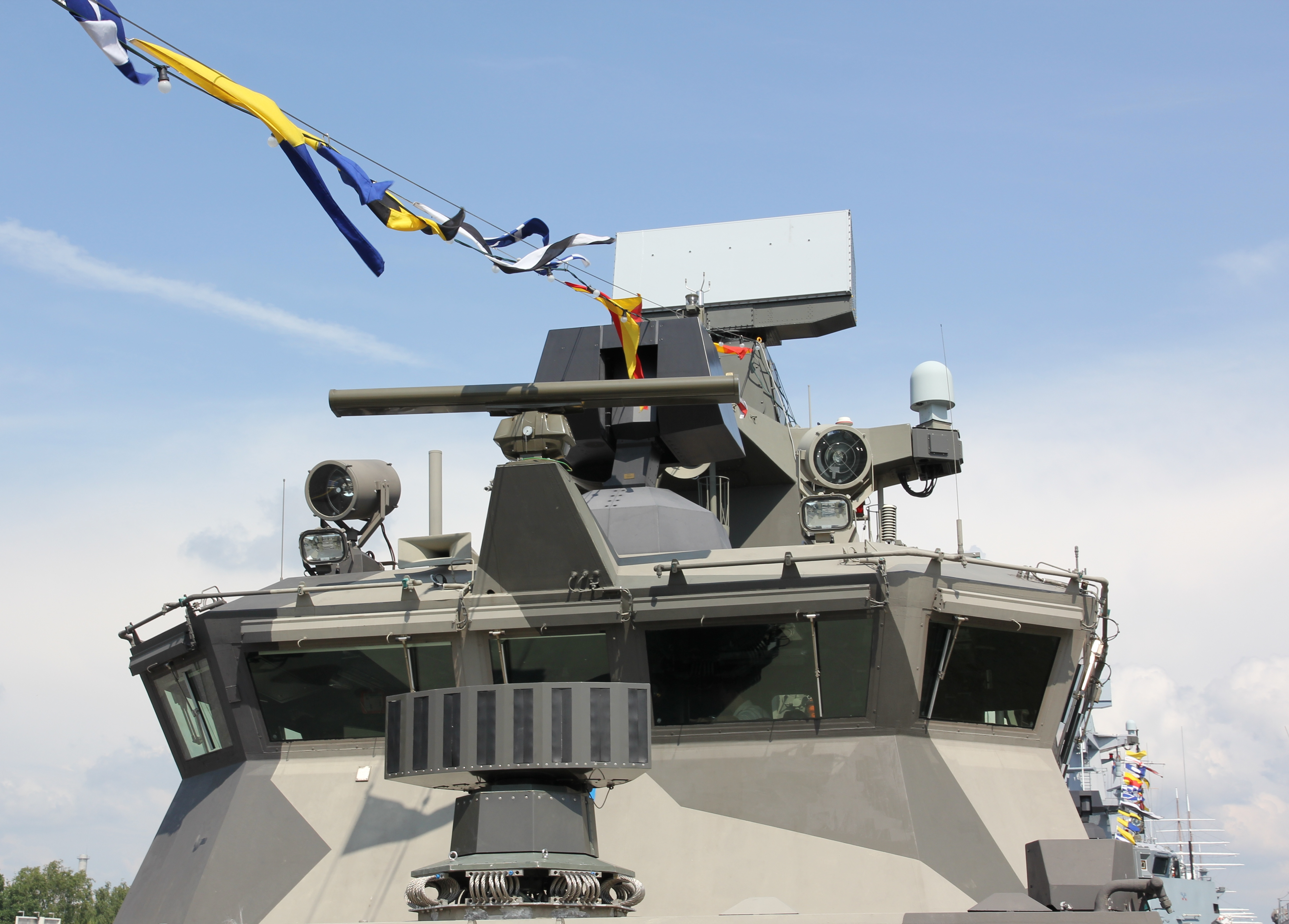
哈米纳级导弹艇上的TRS-3D/16

  - 雷达每分钟旋转30次，进行频繁的数据更新。
  - 能够在仰角10度时探测到距离42公里的掠海飞行目标（海上飞行的低空目标，如反舰导弹）。
2. 自卫防空/杂波模式：
  - 雷达每分钟旋转17次。
  - 适用于处理复杂的环境，减少杂波影响，提高目标探测精度。
3. 搜索模式：
  - 雷达每分钟旋转10次。
  - 探测距离为92公里（50海里），能够覆盖高度达17公里（56,000英尺）的空域。
4. 长距离模式：
  - 探测距离可达180公里（97海里），探测高度可达110公里（360,000英尺）。
  - 对于战斗机大小的目标，探测距离可达110公里（59海里）

此外，TRS-3D/16雷达还具备自动目标检测与跟踪（Automatic Target Detection and Tracking, ADT）能力，能够同时管理300个空中和海上目标。这一能力显著提升了雷达在复杂环境下的态势感知和目标处理效率，使其在多目标情况下依然能够提供高效的监视和防御功能。

## 搭载舰船
德國聯邦國防軍海軍
- 不莱梅级护卫舰（整修后）
- 布伦瑞克级护卫舰

 西班牙
- 加利西亚级登陆舰

 芬兰海军
- 哈米纳级导弹艇
- 海门马级布雷舰

 挪威皇家海軍
- 诺克普级巡逻舰
- “斯瓦尔巴”号破冰巡逻船

 丹麦皇家海军
- 尼尔斯·尤尔级护卫舰
- 弗里菲斯肯级巡逻艇

 马来西亚皇家海军
- 库达级巡逻艇

 美國海軍/ 美國海軍
- 传奇级国家安全舰
- 自由级濒海战斗舰